# San Colombano al Lambro
San Colombano al Lambro es una localidad y municipio italiano de la provincia de Milán, región de Lombardía, con 7.490 habitantes.

## Evolución demográfica
| Gráfica de evolución demográfica de San Colombano al Lambro entre 1861 y 2001 |
|                                                                               |
| Fuente ISTAT - elaboración gráfica de Wikipedia                               |